# Theobaldshof
Theobaldshof ist ein Ortsteil der Stadt Tann (Rhön) im osthessischen Landkreis Fulda.

## Geographie
Theobaldshof liegt im Naturpark Hessische Rhön und im Biosphärenreservat Rhön. Tann und Dietgeshof befinden sich in südlicher, Schlitzenhausen und Günthers in westlicher und Knottenhof in östlicher Richtung.
Siedlungsplätze innerhalb der Gemarkung:
- Dietgeshof (Gehöftgruppe)[3]
- Knottenhof (Dorf)[4]

## Geschichte
Erstmals erwähnt wurde der Ort wahrscheinlich unter dem Namen Thietboldeshuson im Jahr 923.
Zum 1. August 1972 wurde die bis dahin selbständige Gemeinde Theobaldshof im Zuge der Gebietsreform in Hessen kraft Landesgesetz in die Stadt Tann eingemeindet. Für Theobaldshof wurde, wie für alle Stadtteil von Tann, ein Ortsbezirk gebildet.

### Verwaltungsgeschichte im Überblick
Die folgende Liste zeigt die Staaten und Verwaltungseinheiten, denen Theobaldshof angehört(e):
- vor 1803: Heiliges Römisches Reich, Herrschaft der Freiherren von der Tann (Ritterkanton Rhön-Werra, Buchisches Quartier)
- 1803–1806: Heiliges Römisches Reich, Königreich Bayern, Herrschaft der Freiherren von der Tann[Anm. 2]
- 1806–1813: Großherzogtum Würzburg, Landgericht Hilders[Anm. 3]
- 1814–1832: Königreich Bayern, Herrschaftsgericht Tann
- 1832–1848: Königreich Bayern, Herrschaftskommissariat Tann
- 1848–1861: Königreich Bayern, Regierung Unterfranken und Aschaffenburg, Landgerichtsbezirk Hilders
- 1862–1866: Königreich Bayern, Regierungsbezirk Unterfranken, Bezirksamt Gersfeld[Anm. 4]
- ab 1867: Norddeutscher Bund, Königreich Preußen,[Anm. 5] Provinz Hessen-Nassau, Regierungsbezirk Kassel, Kreis Gersfeld
- ab 1871: Deutsches Reich,  Königreich Preußen, Provinz Hessen-Nassau, Regierungsbezirk Kassel, Kreis Gersfeld
- ab 1918: Deutsches Reich, Freistaat Preußen, Provinz Hessen-Nassau, Regierungsbezirk Kassel, Kreis Gersfeld
- ab 1932: Deutsches Reich, Freistaat Preußen, Provinz Hessen-Nassau, Regierungsbezirk Kassel, Landkreis Fulda
- ab 1944: Deutsches Reich, Freistaat Preußen, Provinz Kurhessen, Landkreis Fulda
- ab 1945: Deutsches Reich, Amerikanische Besatzungszone, Groß-Hessen, Regierungsbezirk Kassel, Landkreis Fulda
- ab 1946: Deutsches Reich, Amerikanische Besatzungszone, Hessen, Regierungsbezirk Kassel, Landkreis Fulda
- ab 1949: Bundesrepublik Deutschland, Hessen, Regierungsbezirk Kassel, Landkreis Fulda
- ab 1972: Bundesrepublik Deutschland, Hessen, Regierungsbezirk Kassel, Landkreis Fulda, Stadt Tann (Rhön)

## Bevölkerung

### Einwohnerstruktur 2011
Nach den Erhebungen des Zensus 2011 lebten am Stichtag dem 9. Mai 2011 in Theobaldshof 297 Einwohner. Darunter waren 6 (2,0 %) Ausländer.
Nach dem Lebensalter waren 36 Einwohner unter 18 Jahren, 129 waren zwischen 18 und 49, 75 zwischen 50 und 64 und 63 Einwohner waren älter.
Die Einwohner lebten in 126 Haushalten. Davon waren 30 Singlehaushalte, 33 Paare ohne Kinder und 42 Paare mit Kindern, sowie 18 Alleinerziehende und keine Wohngemeinschaften. In 18 Haushalten lebten ausschließlich Senioren und in 75 Haushaltungen leben keine Senioren.

### Einwohnerentwicklung
| Theobaldshof: Einwohnerzahlen von 1834 bis 2021 | Theobaldshof: Einwohnerzahlen von 1834 bis 2021 | Theobaldshof: Einwohnerzahlen von 1834 bis 2021 | Theobaldshof: Einwohnerzahlen von 1834 bis 2021 | Theobaldshof: Einwohnerzahlen von 1834 bis 2021 |
| --- | ----------------------------------------------- | ----------------------------------------------- | ----------------------------------------------- | ----------------------------------------------- |
| Jahr |                                                 |                                                 |                                                 | Einwohner                                       |
| 1834 | 1834                                            |                                                 | 339                                             | 339                                             |
| 1840 | 1840                                            |                                                 | 350                                             | 350                                             |
| 1846 | 1846                                            |                                                 | 360                                             | 360                                             |
| 1852 | 1852                                            |                                                 | 370                                             | 370                                             |
| 1858 | 1858                                            |                                                 | 373                                             | 373                                             |
| 1864 | 1864                                            |                                                 | 379                                             | 379                                             |
| 1871 | 1871                                            |                                                 | 340                                             | 340                                             |
| 1875 | 1875                                            |                                                 | 330                                             | 330                                             |
| 1885 | 1885                                            |                                                 | 310                                             | 310                                             |
| 1895 | 1895                                            |                                                 | 346                                             | 346                                             |
| 1905 | 1905                                            |                                                 | 320                                             | 320                                             |
| 1910 | 1910                                            |                                                 | 308                                             | 308                                             |
| 1925 | 1925                                            |                                                 | 373                                             | 373                                             |
| 1939 | 1939                                            |                                                 | 374                                             | 374                                             |
| 1946 | 1946                                            |                                                 | 377                                             | 377                                             |
| 1950 | 1950                                            |                                                 | 375                                             | 375                                             |
| 1956 | 1956                                            |                                                 | 420                                             | 420                                             |
| 1961 | 1961                                            |                                                 | 403                                             | 403                                             |
| 1967 | 1967                                            |                                                 | 391                                             | 391                                             |
| 1970 | 1970                                            |                                                 | 390                                             | 390                                             |
| 1980 | 1980                                            |                                                 | ?                                               | ?                                               |
| 1990 | 1990                                            |                                                 | ?                                               | ?                                               |
| 2000 | 2000                                            |                                                 | ?                                               | ?                                               |
| 2011 | 2011                                            |                                                 | 297                                             | 297                                             |
| 2021 | 2021                                            |                                                 | 274                                             | 274                                             |
| Datenquelle: Historisches Gemeindeverzeichnis für Hessen: Die Bevölkerung der Gemeinden 1834 bis 1967. Wiesbaden: Hessisches Statistisches Landesamt, 1968. Weitere Quellen: LAGIS; Stadt Tann (Rhön); Zensus 2011 |                                                 |                                                 |                                                 |                                                 |

### Historische Religionszugehörigkeit
| • 1885: | 307 evangelische (= 99,03 %), 3 katholische (= 0,97 %) Einwohner  |
| • 1961: | 389 evangelische (= 96,53 %), 14 katholische (= 3,47 %) Einwohner |

## Politik
Für Theobaldshof besteht ein Ortsbezirk (Gebiete der ehemaligen Gemeinde Theobaldshof) mit Ortsbeirat und Ortsvorsteher nach der Hessischen Gemeindeordnung. Der Ortsbeirat besteht aus fünf Mitgliedern. Bei den Kommunalwahlen in Hessen 2021 betrug die Wahlbeteiligung zum Ortsbeirat 61,80 %. Alle Kandidaten gehörten der „Freien Wählergemeinschaft Theobaldshof“ an. Der Ortsbeirat wählte Gerd Fischer zum Ortsvorsteher.